# 일수와 수리에 관한 죄
일수와 수리에 관한 죄는 일수에 관한 죄와 수리방해죄로 구성되어 있는 대한민국 형법상 범죄이다.
제177조 (현재건조물등에의 일수) ①물을 넘겨 사람이 주거에 사용하거나 사람이 현존하는 건조물, 기차, 전차, 자동차, 선박, 항공기 또는 광갱을 침해한 자는 무기 또는 3년이상의 징역에 처한다.
②제1항의 죄를 범하여 사람을 상해에 이르게 한 때에는 무기 또는 5년이상의 징역 에 처한다. 사망에 이르게 한 때에는 무기 또는 7년이상의 징역에 처한다. 전문개정 95·12·29
제178조 (공용건조물등에의 일수) 물을 넘겨 공용 또는 공익에 공하는 건조물, 기차, 전차, 자동차, 선박, 항공기 또는 광갱을 침해한 자는 무기 또는 2년이상의 징역에 처한다.
제179조 (일반건조물등에의 일수) ①물을 넘겨 전2조에 기재한 이외의 건조물, 기차, 전차, 자동차, 선박, 항공기 또는 광갱 기타 타인의 재산을 침해한 자는 1년이상 1 0년이하의 징역에 처한다.
②자기의 소유에 속하는 전항의 물건을 침해하여 공공의 위험을 발생하게 한 때에는 3년이하의 징역 또는 700만원이하의 벌금에 처한다. 개정 95·12·29
③제176조의 규정은 본조의 경우에 준용한다.
제180조 (방수방해) 수재에 있어서 방수용의 시설 또는 물건을 손괴 또는 은닉하거나 기타 방법으로 방수를 방해한 자는 10년이하의 징역에 처한다.
제181조 (과실일수) 과실로 인하여 제177조 또는 제178조에 기재한 물건을 침해한 자 또는 제179조에 기재한 물건을 침해하여 공공의 위험을 발생하게 한 자는 1천만원 이하의 벌금에 처한다. 개정 95·12·29
제182조 (미수범) 제177조 내지 제179조제1항의 미수범은 처벌한다.
제183조 (예비, 음모) 제177조 내지 제179조제1항의 죄를 범할 목적으로 예비 또는 음모한 자는 3년이하의 징역에 처한다.
제184조 (수리방해) 제방을 결궤하거나 수문을 파괴하거나 기타 방법으로 수리를 방해한 자는 5년이하의 징역 또는 700만원이하의 벌금에 처한다. 개정 95·12·29